# Alberto Perlman
Alberto Perlman (Bogotá, 1977) es un Financiero, Informático y Empresario Colombiano mayormente conocido por ser junto a Alberto Pérez y Alberto Aghion uno de los fundadores de Zumba Fitness.

## Biografía
Perlman nació en 1977 en Bogotá, en el seno de una familia judía, descendientes de un inmigrante de la ciudad de Jerusalén que emigró a Colombia en el siglo XIX. En el año 1994 Perlman emigró a estados unidos para realizar sus estudios universitarios en Finanzas y Sistemas Informáticos en el Babson College de Massachussets.
En una visita a su madre en Colombia Conoció al Bailarín y Coreógrafo Alberto Pérez, quien era el instructor físico de la madre de Perlman, tras varios años Pérez terminaría emigrando a estados unidos donde tras reunirse con Perlman y Aghion empezaron una compañía que distribuía rutinas de aeróbicos vía videos llamada Zumba Fitness.